# هوهغرات
هوهغرات (بالإنجليزية: Hohgrat)‏ هو أحد جبال سلسلة جبال الألب أبينزيل وجزء من القمة الأم هوهرنلي يقع في كانتون تورغاو وكانتون سانت غالن, سويسرا. يبلغ ارتفاع الجبل حوالي 996 متر، بينما يبلغ ارتفاع نتوء الجبل 106 متر.